# Salvatore Rispoli
Salvatore Rispoli (Nàpols, Campània, 1745 - 1812) fou un compositor i professor italià.
Estudià en el Conservatori de Sant Onofre de la seva ciutat natal, amb els mestres Cotumacci i Iasanguine. En la dècada de 1770 configurà alguna de les traduccions del salm de Saverio Mattei, inclòs per al naixement del príncep hereu el 1777. donà al teatre les òperes Ipermestra (Milà, 1786); Idalide (Milà 1786); i Il Trionfo di Davide (Nàpols, 1788), deixant a més, nombroses composicions religioses, molt elogiades per Mattei. També deixà una col·lecció de duets titulada La Gelosia i diverses peces per a clavicordi.